# Veronica Veronese
Veronica Veronese est un tableau du peintre britannique Dante Gabriel Rossetti réalisé en 1872. Cette huile sur toile préraphaélite représente une jeune femme rousse assise face à une viole d'amour dont elle caresse les cordes d'un air rêveur, un canari perché sur la porte ouverte de sa cage derrière elle. 
Vendu par l'artiste au riche armateur Frederick Richards Leyland, il fait partie depuis 1935 des collections du Delaware Art Museum, à Wilmington, dans le Delaware, aux États-Unis.

## Le titre «Veronica Veronese»
La femme du tableau est Alexa Wilding (en), une modèle souvent employée par Rossetti, qui l'a également portraitisée plusieurs fois. "Veronica Veronese" ne se rapporte ni à elle par un surnom ni à une personne historique connue ; bien qu'un tableau de Véronèse soit présenté comme La Fille de Paul Véronèse, seuls deux des quatre enfants du peintre, Carlo et Gabriele Caliari (en), sont passés à la postérité. Selon son étymologie latine, Veronica signifie « la vraie image », l'image du visage de Jésus imprimée sur le tissu que sainte Véronique a utilisé pour nettoyer le visage du Christ alors qu'il montait au Golgotha, un épisode que Dante a poétisé dans La Vita Nuova (traduit en anglais par Dante Gabriel Rossetti dans sa jeunesse) et dans Le Paradis, et que le fils de Véronèse, Carlo Caliari, a mis en peinture dans les années 1590 avec Jésus rencontre Véronique. 

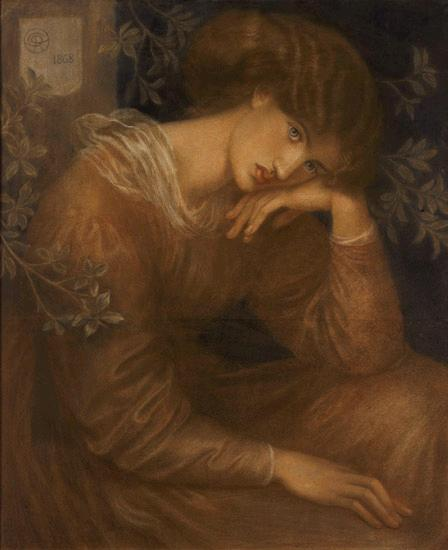
Reverie, 1868

En concevant son tableau, Rossetti pensait d'abord l'intituler « Day Dream », ("Rêverie"), et le décrit à son mécène et futur acheteur Frederick Richards Leyland : « En couleur, je ferai du tableau principalement une étude de verts variés », ce qui pourrait expliquer le choix du nom Veronese. Cependant, "Veronica Veronese" ne viendra qu'en fin de réalisation,, lorsque l'imagination poétique de Rossetti aura assemblé l'allitération, l'assonance et l'italianité de ce titre définitif.
D'une manière plus générale, Veronica Veronese, reconnu comme l'un des exemples les plus représentatifs du mouvement esthétique de l'époque victorienne influencé par la peinture vénitienne, se rapproche de la peinture de Véronèse, par exemple sa Lucrèce, ou encore de celle de Sebastiano del Piombo, ces références étant renforcées par l'ajout sur le cadre d'un texte attribué à leur contemporain le peintre Girolamo Ridolfi (it).

## Les accessoires

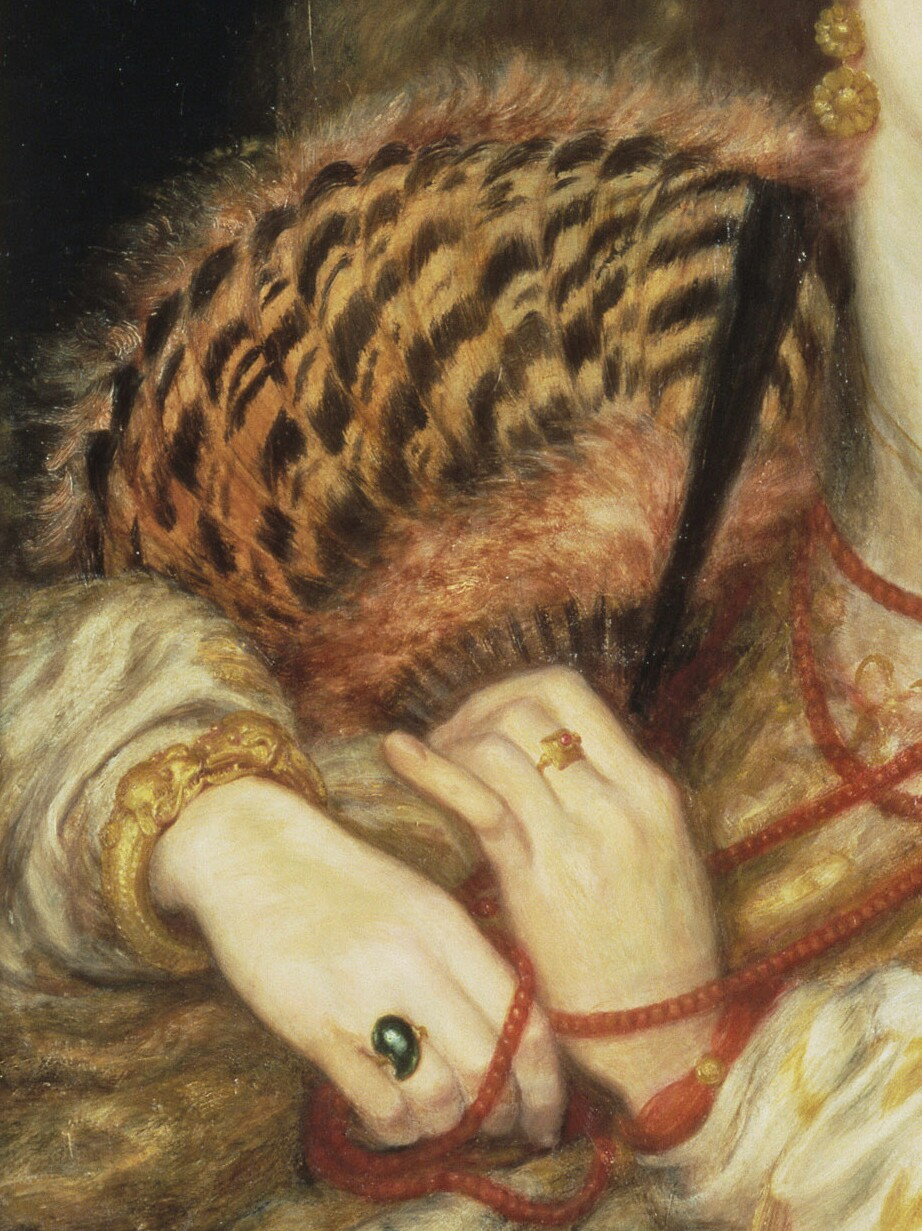
L'éventail de Monna Vanna

### La robe et l'éventail
La robe verte a été prêtée par Jane Morris, une des muses de Rossetti, et on peut constater que les robes et tuniques vertes sont fréquentes chez cet artiste. La couleur verte est traditionnellement un symbole d'espérance, et pour les femmes en peinture un espoir ou un signe de grossesse, mais ce symbole n'a visiblement jamais été envisagé par Rossetti. L'artiste est surtout attaché ici à son idée d'une étude de verts variés, en harmonie avec le roux de la chevelure et le vernis de l'instrument de musique, et avec le jaune des fleurs et du canari. La tenture verte du fond serait inspirée de la Renaissance, et certains y distinguent un iris. L'éventail en plumes rousses est le même que celui déjà tenu par Alexa Wilding dans Monna Vanna de 1866. 

### L'instrument de musique
L'instrument de musique, que Rossetti a toujours désigné comme « violin » (violon), ou parfois « fiddle » ou « old fiddle », s'avère être à l'image une viole d'amour. Cette confusion est explicable par le fait que Rossetti collectionnait les instruments anciens ou exotiques uniquement en tant qu'objets esthétiques, mais qu'il n'avait en réalité aucune disposition ni goût pour la musique,, et pas la moindre connaissance en organologie ; de même qu'il ne savait pas ce qu'était une viole d'amour, il désignait ses différents instruments à cordes pincées sous le terme de "harpes". 
Lorsque Rossetti écrit à George Price Boyce pour lui demander de lui prêter une partition,, il précise bien le violon comme instrument préférentiel.
William Michael Rossetti, frère cadet du peintre, critique d'art et de littérature, a indiqué dans son Journal que l'instrument était une viole d'amour, un instrument que tout luthier ou connaisseur identifie du premier coup d'œil, et dont il existe plusieurs exemplaires analogues dans les musées. Il s'agit d'une viole d'amour datant probablement de la toute fin du XVIIe siècle ou du début du XVIIIe siècle, ne comprenant à l'époque que cinq à sept cordes, transformée parfois au XIXe siècle à quatre cordes pour être jouée comme un alto ; l'instrument étant coupé en haut du manche près du chevillier, on ne peut être plus précis. Par ailleurs, d'autres exemples prouvent que Rossetti ne représentait pas fidèlement le nombre de cordes d'un instrument. Malgré l'évidence, toute la littérature consacrée au tableau a continué à parler de "violon", et même les rares commentateurs qui ont lu le Journal de W.M. Rossetti ont mis en doute son assertion. 
On remarque aussi que, dans tous ses tableaux où figure un instrument de musique (koto, harpe, lyre, cithare, sarinda, mandoline, cistre, luth, rabâb maghrébin, angélique, psaltérion, viole, etc.), Rossetti ne se soucie absolument pas de la façon dont la muse pourrait en tirer des sons musicaux,,,, ce qui est assez courant chez les peintres, mais rarement à ce point.  
L'archet baroque est, comme la viole d'amour, fidèlement reproduit, seule sa tenue est inadéquate. Plusieurs auteurs ont cherché à expliquer ce désintérêt pour la technique instrumentale remarqué dans tous les tableaux musicaux de Rossetti, en faisant appel aux concepts psychanalytiques de sublimation et de symbolisation. En premier lieu, l'instrument de musique serait pour l'artiste un objet sensuel et érotique, donnant du plaisir à être contemplé, touché et caressé, sans nul besoin de produire des sons. Et il faut admettre que par son allure générale et ses courbes, la viole évoque bien un corps féminin. L'instrument de musique serait aussi un miroir de l'âme,, et aussi du visage et de la chevelure dans le cas de Veronica Veronese, renvoyant ainsi au narcissisme, peut-être symbolisé aussi dans ce tableau par la jonquille. Enfin, Wood avance l'hypothèse d'une stratégie de Rossetti, le poète comme le peintre, visant à créer une relation interactive avec le spectateur pour le pousser au-delà d'un état passif.

### Les fleurs et la cage

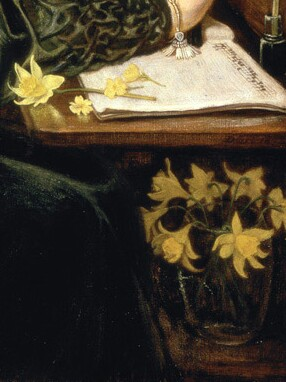
Les jonquilles

À l'époque victorienne, où une étiquette stricte régissait les interactions sociales, les fleurs étaient utilisées pour exprimer et même éveiller des sentiments et des émotions, et de très nombreux livres sur le langage des fleurs furent publiés à Londres au XIXe siècle.
Le célèbre ouvrage de "Mme de La Tour", maintes fois réédité en français et en anglais, indique clairement dès 1819 que la jonquille est synonyme de désir. 

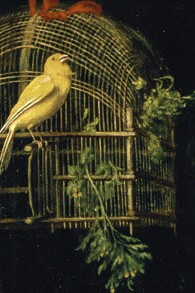
La cage au canari

Plusieurs auteurs modernes se sont penchés sur la symbolique des fleurs, souvent présentes dans les tableaux de Rossetti,. Ces lectures ne sont pas unanimes et évoquent d'autres significations pour la jonquille que celle du désir, voire la nient. De façon surprenante, Nolta donne une clé pour la présence des fleurs dans le tableau en raison de leurs vertus thérapeutiques, grâce aux extraits et décoctions qu'aurait pu utiliser Rossetti pour soigner ses problèmes oculaires (avec la chélidoine) et son insomnie chronique (avec la jonquille). Trois variétés de fleurs y sont en effet identifiables : camomille ou chélidoine dans la cage à oiseau, primevères sur la partition, et jonquilles, sept dans un vase et une sur la tablette à écrire. Rossetti possédait The Herball or Generall Historie of Plantes de John Gerard dans son édition de 1636, restant toujours un ouvrage de référence plus de deux siècles après sa parution. Cette somme comprend trois chapitres consacrés aux « Daffodils », c'est-à-dire les diverses variétés de narcisses et de jonquilles ; comme pour les primevères, Gerard en indique la période de floraison, début février à fin avril, ce qui correspond à la réalisation du tableau commencé fin janvier et terminé en mars, ainsi que leurs vertus médicinales, mais pas du tout leur symbolique. Il est vraisemblable que Rossetti connaissait quelques ouvrages à la mode traitant du langage des fleurs, mais qu'il peignait celles-ci d'abord en fonction de ce dont il disposait selon les saisons, ou à défaut d'après l'Herball de Gerard.
Esplin mentionne que Rossetti possédait un oiseau en cage lorsqu'il peignait Veronica Veronese. Ajouté secondairement, l'oiseau chantant ne faisait pas partie du projet de Rossetti tel qu'il l'avait décrit à F.R. Leyland.

## Interprétation
Une inscription en français est portée sur le cadre, un pseudépigraphe présenté comme extrait des Lettres du peintre italien de la Renaissance Girolamo Ridolfi, en une sorte de « private joke » faite par Rossetti et son ami lettré décadent Algernon Swinburne,, qui était capable d'écrire en plusieurs langues :

« Se penchant vivement, la Veronica jeta les premières notes sur la feuille vierge. Ensuite elle prit l'archet du violon pour réaliser son rêve ; mais avant de décrocher l'instrument suspendu, elle resta quelques instants immobile en écoutant l'oiseau inspirateur, pendant que sa main gauche errait sur les cordes cherchant le motif suprême encore éloigné. C'était le mariage des voix de la nature et de l'âme — l'aube d'une création mystique. »

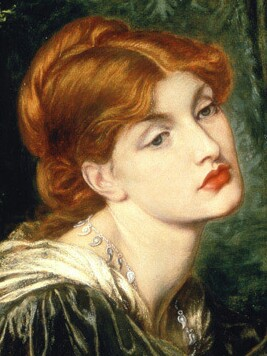
Un visage rêveur

En suivant ce commentaire d'une poésie un peu emphatique, écrit a posteriori, et qui déborde largement les intentions de Rossetti telles qu'il les avait énoncées en commençant son œuvre (« La jeune fille est dans une sorte de rêverie passionnée et traîne nonchalamment sa main sur les cordes d'un violon accroché au mur, tandis qu'elle tient l'archet de l'autre main, comme arrêtée par sa pensée au moment où elle allait jouer »), "la Veronica", à l'imitation du chant de l'oiseau, serait en train de composer de la musique. Ceci a permis à de nombreux commentateurs d'envisager la peinture comme une allégorie de la création artistique.
En dehors de la présentation de l'anecdote, augmentée de son aspect allégorique relié à la fois à la Renaissance par l'Iconologia de Cesare Ripa, et aux débuts du symbolisme, d’autres interprétations, également symbolistes mais davantage liées à la sensibilité individuelle et à la psychologie, sont également envisagées ; elles reposent notamment sur le canari dont on a laissé la cage ouverte, sur la jonquille, et sur l'instrument peu commun qu'est la viole d'amour. À la différence de sainte Cécile dont l'inspiration fait traditionnellement tourner le visage extatique vers le ciel, Veronica Veronese semble perdue dans un rêve, et, pour quelques observatrices, l'expression de son visage est empreinte de langueur et de mélancolie,. Par le langage des fleurs, cette langueur mélancolique est à relier à la jonquille, qui signifie « je vous désire », ou encore « je me languis d'amour ». Quant à la viole d'amour, elle a, encore plus que le violon, une connotation amoureuse. Cependant, Rossetti n'avait probablement pas conscience, du moins de façon précise, de ces éléments, et son acheteur encore moins. On peut seulement dire qu'il a réalisé en quelques semaines un tableau dont il savait d'avance, par la présence de la belle Alexa Wilding et d'un instrument de musique, qu'il emporterait l'adhésion de son futur acheteur,, et que son génie de poète et de peintre a fait le reste.